# Eşelek
Eşelek ist ein Dorf auf der türkischen Insel Gökçeada im Ägäischen Meer. Es liegt im Südosten der Insel am Bach Değirmendere, der im Sommer trocken ist und in die Aydıncık-Bucht mündet. Es ist 10 Kilometer von Gökçeada entfernt. In der Ebene um den Bach werden Gemüse und Obst angebaut, zudem werden Tiere gezüchtet.
Das Dorf wurde im Jahr 2000 von 170 Bewohnern des Dorfes Eşelek im Landkreis Biga (Provinz Çanakkale) gegründet, nachdem ihr Dorf nach dem Bau der Bakacak-Talsperre überflutet wurde. Das Minarett der historischen Moschee des verlassenen Dorfes wurde dabei auf die Insel verfrachtet und neben der neuen Moschee in Eşelek aufgestellt.
In der Umgebung des modernen Dorfes befinden sich die ältesten archäologischen Funde der Insel. So wurden in der Peri-Höhle, in der Aydıncık-Höhle und bei Eskino Sırtı altsteinzeitliche Artefakte gefunden.

## Weblink
- dailymotion.com